# Deymové ze Stříteže
Deymové ze Stříteže je starý vladycký rod původem z jižních Čech, který byl v 18. století povýšen do hraběcího stavu. Někteří jeho členové žijí dnes v Bavorsku.

## Historie

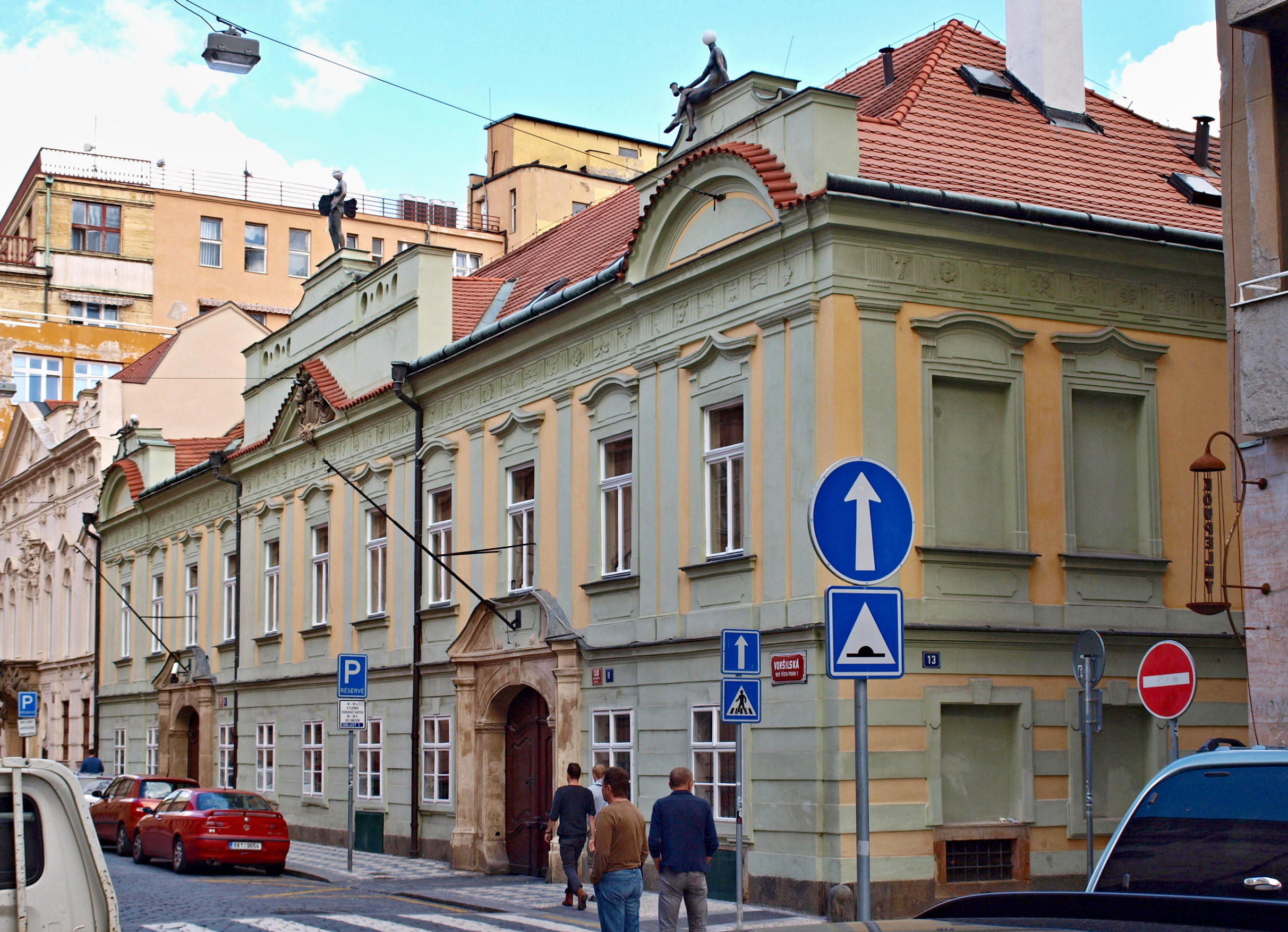
Deymovský palác čp. 136/II na Novém Městě pražském

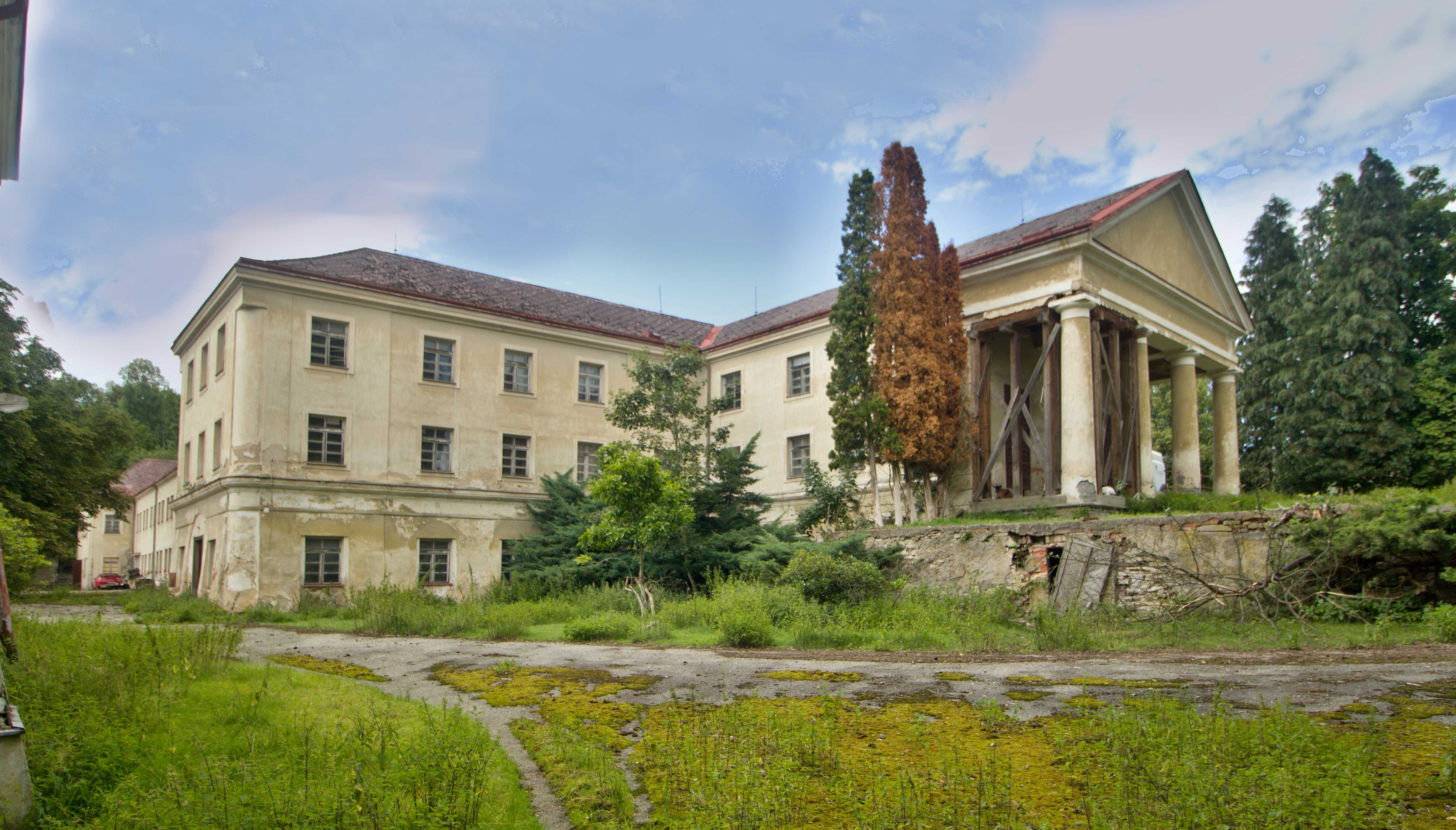
Zámek Nemyšl

Rod pochází původně ze Stříteže, severně od Milevska. První písemná zmínka pochází ze 14. století, kdy byl roku 1385 Oldřich Dym z Dobrzemyslic zapsán v Zemských deskách. Jméno jeho potomků vzniklo chybným pravopisem a chybnou výslovností z českého slova Dým = kouř. Jeho potomky byli Beneš a Mrakeš ze Stříteže, kteří se roku 1415 připojili ke Stížnému listu proti upálení Mistra Jana Husa. K roku 1459 se uvádí Jan Deym ze Stříteže, jímž začíná sledovatelný rodokmen těchto českých vladyků a rytířů. V 16. století se rod rozdělil na dvě větve podle majetku, a to na čimelickou a čížovskou.
Po stavovském povstání a bělohorské bitvě museli evangelicky smýšlející příslušníci rodu (Adam a Václav) zemi opustit, zatímco Vilém (po proběhlých konfiskacích) zůstal Čechách jako man. Z čížovské větve se díky synům Václava Ignáce Deyma (1669–1747) vyvinuly tři větvě existující do současnosti:
- bavorská (se sídlem v Arnstorfu),
- česká, kterou založil Antonín Josef Deym (1700–1727) se sídly v Hostinném (statek od roku 1799) a v Hajanech u Brna (zámek do 1945),
- česko-pruská, statek Nemyšl na Táborsku.

Rytíř Jan Šťastný byl roku 1730 povýšen do hraběcího stavu, avšak neměl potomky a jeho větev jím vymřela. Majitel Vodice, Přestanic, Libětic a domu v Praze, Václav Hynek, obdržel roku 1730 hraběcí titul. Jeho rodová větev pokračovala v Bavorsku. Josef se stal královským komořím a získal funkci dědičného říšského rady. Další větev založil František Deym, který roku 1799 koupil Hostinné, po němž se jeho linie nazývala. Další potomci žili v Prusku, Slezsku i u nás, kde členové rodu bydlí dodnes.

## Osobnosti rodu

### Jan Josef Deym
Jan Josef Deym (1752–1804) sloužil od 18 let v rakouské armádě u kyrysníků. Domníval se, že v souboji zabil svého soupeře, ze strachu utekl do ciziny, žil v Holandsku a Neapolsku pod jménem Müller, živil se tvorbou figurálních odlitků z vosku, čímž vyvolal zájem neapolské královny Karolíny, která jej zaměstnala na kopírování antických soch ze sádry. Roku 1796 za své dílo dostal ve Vídni uměleckou cenu. Císař František I. mu udělil milost, vrátil titul a jmenoval jej svým komořím. Jan Josef se oženil s Josefínou Brunsvickovou z Korompy, blízkou přítelkyní Ludwiga van Beethovena, a vrátil se do vlasti. Ve Vídni byl Beethoven u manželů Deymových častým hostem v jejich rozlehlém domě a hraběti věnoval několik svých skladeb.

### Vojtěch Rudolf Deym
Hrabě Vojtěch Rudolf Deym, nejvýznamnější příslušník rodu, žil v letech 1812–1863. Stal se zemským patriotem a aktivně se zapojoval do národního dění okolo roku 1848. Předsedal Svatováclavskému výboru a působil jako místopředseda Národního výboru, účastnil se také Říšského ústavodárného sněmu. Založil, vedl a financoval Národní noviny. Ke konci života se stáhl do ústraní.

### Josef hrabě Deym
Mezi členy rodu patří také Josef hrabě Deym ze Stříteže, majitel Deymovského hraběcího zámeckého pivovaru Arnstorf. Byl také předsedou Spolkového svazu soukromých pivovarů Německa a v roce 1995 obdržel cenu Bavorského řádu piva.

## Další osobnosti
- Antonín Jan Deym ze Stříteže (?–1775), římskokatolický duchovní, arciděkan v Horní Polici
- Ferdinand Deym ze Stříteže (1837–1900), poslanec Českého zemského sněmu a rakouské Říšské rady, člen rakouské Panské sněmovny
- František Deym ze Stříteže (1838–1903), rakouský diplomat, vyslanec v Petrohradě, Bruselu a Londýně
- František de Paula Deym ze Stříteže (1871–1925), velkostatkář (Hostinné), poslanec českého a moravského zemského sněmu
- Bedřich Deym ze Stříteže (1801–1853), český velkostatkář, ekonom, finančník a svobodomyslný politik; poslanec Frankfurtského národního shromáždění; stavěl se proti české národní emancipaci, ale finančně podporoval Františka Palackého
- Joseph hrabě Deym svobodný pán ze Stříteže, alias Joseph Müller, (1752–1804), český stavovský pán, mecenáš umění a hudby a také voskorytec
- Vlastimil Vojtěch Deym ze Stříteže (1812–1863), český politik
- Helena (Ilka) Deymová ze Stříteže, provdaná Melicharová (1858–1948), byla známou osobností českého uměleckého života, mj. se stýkala s Juliem Zeyerem
- Hrabě Philip Deym de Stritetz, zemřel v Borotíně č. 1 (staré 61 - Panský dům) dne 16. 11. 1812 ve věku 64 let na prsní vodnatelnost

## Erb
V erbu vidíme stříbrnou husu v červeném poli. Po přijetí hraběcího titulu znak vylepšili zeleným pahorkem, na kterém stojí původní husa.

## Příbuzenstvo
Spojili se s Běšiny, Janovskými z Janovic a Des Foursy z Walderode.